# SN 2008ge
SN 2008ge – supernowa typu Iax odkryta 8 października 2008 roku w galaktyce NGC 1527. W momencie odkrycia miała maksymalną jasność 12,80m.